# Horqin Tả Dực Trung
kỳ Horqin Tả Dực Trung (phiên âm tiếng Mông Cổ: Khorchin Züün Garyn Dund khoshuu; giản thể: 科尔沁左翼中旗; phồn thể: 科爾沁左翼中旗; bính âm: Kē'ěrqìn Zuǒyì Zhōngqí, Hán Việt: Khoa Nhĩ Thấm Tả Dực Trung kỳ), trước đây còn gọi là Darkhan khoshuu, là một kỳ của địa cấp thị Thông Liêu, khu tự trị Nội Mông Cổ, Trung Quốc. Kỳ nằm ở phía đông của khu tự trị và có ranh giới với tỉnh Cát Lâm về phía đông. Kỳ cách khu vực trung tâm đô thị của Thông Liêu 101 kilômét (63 mi) về phía tây nam. Phương ngữ Mông Cổ bản địa của kỳ là phương ngữ Khorchin.

### Trấn
| - Bảo Khang (保康镇) - Bảo Long Sơn (宝龙山镇) - Xá Bá Thổ (舍伯吐镇) - Ba Ngạn Tháp Lạp (巴彦塔拉镇) | - Môn Đạt (门达镇) - Giá Mã Thổ (架玛吐镇) - Yêu Lâm Mao Đô (腰林毛都镇) - Hy Bá Hoa (希伯花镇) | - Hoa Thổ Cổ Lạp (花吐古拉镇) - Đại Lực Cát (代力吉镇) - Nỗ Nhật Bản (努日木镇) - Châu Nhật Hà (珠日河镇) |

### Hương
- Thắng Lợi (胜利乡)
- Thất Khỏa Thụ (七棵树乡)
- Đoàn Kết (团结乡)
- Tân Hà (新河乡)

### Tô mộc
| - Đồ Bố Tín Tô (图布信苏木) - Ô Tư Thổ (乌斯吐苏木) - Ngạch Luân Tác Khắc (额伦索克苏木) - Hiệp Đại (协代苏木) - Hải Lực Cẩm (海力锦苏木) - Cáp nhật Can Thổ (哈日干吐苏木) - Bạch Hưng Thổ (白兴吐苏木) | - Ngao Bản Đài (敖本台苏木) - Hoa Hồ Thạc (花胡硕苏木) - Ba Ngạn Chiêu (巴彦召苏木) - Ngao Bao (敖包苏木) - Ba Ngạn (巴彦苏木) - Đông (东苏林) |